# Bretagne Classic 2019
La Bretagne Classic 2019 est la 83e édition de cette course cycliste masculine sur route. Elle a lieu le 1er septembre 2019 dans le Morbihan, en France, et fait partie du calendrier UCI World Tour 2019 en catégorie 1.UWT.

## Présentation

### Parcours
Le parcours de la Bretagne Classic part de Plouay avant de revenir dans la ville morbihannaise après une boucle de 248,1 km à travers le Morbihan et le Finistère. Cette année la course comporte 12 côtes répertoriés dont deux fois la côte de Ty-Marec dans les derniers kilomètres. Le parcours comportera aussi 2 ribines dans les alentours de Saint Gazoec, le premier est en montée sur 650 mètres à 8,7 % et 200 mètres de plat. Le second est en faux plat descendant sur 1650 mètres. L'arrivée se déroulera sur l'habituel circuit final de l'ancien Grand Prix de Plouay.

### Équipes
La Bretagne Classic faisant partie du calendrier de l'UCI World Tour, les dix-huit « World Teams » y participent. Sept équipes continentales professionnelles ont reçu une invitation : les cinq équipes françaises évoluant à ce niveau, l'équipe israélienne Israel Cycling Academy et l'équipe belge Wanty-Groupe Gobert.
| WorldTeams (18)- AG2R La Mondiale - Astana - Lotto Soudal - EF Education First - Team Jumbo-Visma - CCC Team - Bahrain-Merida - Bora-hansgrohe - Dimension Data - UAE Team Emirates - Movistar Team - Deceuninck-Quick Step - Mitchelton-Scott - Katusha-Alpecin - Ineos - Groupama-FDJ - Team Sunweb - Trek-Segafredo Équipes continentales professionnelles (7)- Total Direct Énergie - Vital Concept-B&B Hotels - Arkéa-Samsic - Cofidis, Solutions Crédits - Wanty-Groupe Gobert - Delko-Marseille Provence - Israel Cycling Academy |
| |

## Classements

### Classement de la course
| \| Classement général \| Classement général \| Classement général \| Classement général \| Classement général \| \| Coureur \| Coureur \| Pays \| Équipe \| Temps \| \| ------------------ \| --------------------- \| ------------------ \| --------------------- \| ------------------ \| \| 1er \| Sep Vanmarcke \| Belgique \| EF Education First \| 6 h 12 min 23 s \| \| 2e \| Tiesj Benoot \| Belgique \| Lotto-Soudal \| + 3 s \| \| 3e \| Jack Haig \| Australie \| Mitchelton-Scott \| + 3 s \| \| 4e \| Michael Valgren \| Danemark \| Dimension Data \| + 20 s \| \| 5e \| Amund Grøndahl Jansen \| Norvège \| Team Jumbo-Visma \| + 20 s \| \| 6e \| Greg Van Avermaet \| Belgique \| CCC Team \| + 20 s \| \| 7e \| Benoît Cosnefroy \| France \| AG2R La Mondiale \| + 20 s \| \| 8e \| Tim Wellens \| Belgique \| Lotto-Soudal \| + 22 s \| \| 9e \| Florian Sénéchal \| France \| Deceuninck-Quick Step \| + 28 s \| \| 10e \| Eduard Prades \| Espagne \| Movistar Team \| + 28 s \| |                       |           |                       |                 |
| |                       |           |                       |                 |
| Source : ProCyclingStats |                       |           |                       |                 |
| Classement général |                       |           |                       |                 |
| Coureur | Coureur               | Pays      | Équipe                | Temps           |
| 1er | Sep Vanmarcke         | Belgique  | EF Education First    | 6 h 12 min 23 s |
| 2e | Tiesj Benoot          | Belgique  | Lotto-Soudal          | + 3 s           |
| 3e | Jack Haig             | Australie | Mitchelton-Scott      | + 3 s           |
| 4e | Michael Valgren       | Danemark  | Dimension Data        | + 20 s          |
| 5e | Amund Grøndahl Jansen | Norvège   | Team Jumbo-Visma      | + 20 s          |
| 6e | Greg Van Avermaet     | Belgique  | CCC Team              | + 20 s          |
| 7e | Benoît Cosnefroy      | France    | AG2R La Mondiale      | + 20 s          |
| 8e | Tim Wellens           | Belgique  | Lotto-Soudal          | + 22 s          |
| 9e | Florian Sénéchal      | France    | Deceuninck-Quick Step | + 28 s          |
| 10e | Eduard Prades         | Espagne   | Movistar Team         | + 28 s          |

## Liste des participants
- Liste de départ complète

| AG2R La Mondiale ALM | AG2R La Mondiale ALM         | AG2R La Mondiale ALM |
| -------------------- | ---------------------------- | -------------------- |
| Num                  | Coureur                      | Pos                  |
| 1                    | Oliver Naesen (BEL)          | 17e                  |
| 2                    | Julien Duval (FRA)           | AB                   |
| 3                    | Benoît Cosnefroy (FRA)       | 7e                   |
| 4                    | Tony Gallopin (FRA)          | 25e                  |
| 5                    | Alexis Gougeard (FRA)        | AB                   |
| 6                    | Aurélien Paret-Peintre (FRA) | 80e                  |
| 7                    | Stijn Vandenbergh (BEL)      | AB                   |

| Astana AST | Astana AST                  | Astana AST |
| ---------- | --------------------------- | ---------- |
| Num        | Coureur                     | Pos        |
| 11         | Pello Bilbao (ESP)          | 61e        |
| 12         | Davide Ballerini (ITA)      | AB         |
| 13         | Laurens De Vreese (BEL)     | 81e        |
| 14         | Jan Hirt (CZE)              | AB         |
| 15         | Merhawi Kudus (ERI)         | AB         |
| 16         | Jonas Gregaard Wilsly (DEN) | AB         |

| Lotto-Soudal LTS | Lotto-Soudal LTS      | Lotto-Soudal LTS |
| ---------------- | --------------------- | ---------------- |
| Num              | Coureur               | Pos              |
| 21               | Tiesj Benoot (BEL)    | 2e               |
| 22               | Jasper De Buyst (BEL) | AB               |
| 23               | Stan Dewulf (BEL)     | 66e              |
| 24               | Maxime Monfort (BEL)  | AB               |
| 25               | Brent Van Moer (BEL)  | 43e              |
| 26               | Rémy Mertz (BEL)      | AB               |
| 27               | Tim Wellens (BEL)     | 8e               |

| EF Education First EF1 | EF Education First EF1    | EF Education First EF1 |
| ---------------------- | ------------------------- | ---------------------- |
| Num                    | Coureur                   | Pos                    |
| 31                     | Matti Breschel (DEN)      | AB                     |
| 32                     | Simon Clarke (AUS)        | AB                     |
| 33                     | Tanel Kangert (EST)       | 58e                    |
| 34                     | Luis Villalobos (MEX)     | 78e                    |
| 35                     | Sacha Modolo (ITA)        | AB                     |
| 36                     | Julius van den Berg (NED) | AB                     |
| 37                     | Sep Vanmarcke (BEL)       | 1er                    |

| Team Jumbo-Visma TJV | Team Jumbo-Visma TJV                | Team Jumbo-Visma TJV |
| -------------------- | ----------------------------------- | -------------------- |
| Num                  | Coureur                             | Pos                  |
| 41                   | Pascal Eenkhoorn (NED)              | 15e                  |
| 42                   | Jos van Emden (NED)                 | AB                   |
| 43                   | Amund Grøndahl Jansen (NOR) (route) | 5e                   |
| 44                   | Tom Leezer (NED)                    | AB                   |
| 45                   | Danny van Poppel (NED)              | AB                   |
| 46                   | Floris De Tier (BEL)                | 30e                  |
| 47                   | Antwan Tolhoek (NED)                | AB                   |

| CCC Team CCC | CCC Team CCC                   | CCC Team CCC |
| ------------ | ------------------------------ | ------------ |
| Num          | Coureur                        | Pos          |
| 51           | Josef Černý (CZE)              | AB           |
| 52           | Łukasz Owsian (POL)            | 55e          |
| 53           | Michael Schär (SUI)            | 47e          |
| 54           | Laurens ten Dam (NED)          | AB           |
| 55           | Greg Van Avermaet (BEL)        | 6e           |
| 56           | Guillaume Van Keirsbulck (BEL) | AB           |
| 57           | Łukasz Wiśniowski (POL)        | 57e          |

| Bahrain-Merida TBM | Bahrain-Merida TBM        | Bahrain-Merida TBM |
| ------------------ | ------------------------- | ------------------ |
| Num                | Coureur                   | Pos                |
| 61                 | Valerio Agnoli (ITA)      | AB                 |
| 62                 | Grega Bole (SLO)          | AB                 |
| 63                 | Feng Chun-kai (TPE)       | AB                 |
| 64                 | Iván García Cortina (ESP) | 72e                |
| 65                 | Matej Mohorič (SLO)       | 11e                |
| 66                 | Jan Tratnik (SLO)         | AB                 |

| Bora-Hansgrohe BOH | Bora-Hansgrohe BOH           | Bora-Hansgrohe BOH |
| ------------------ | ---------------------------- | ------------------ |
| Num                | Coureur                      | Pos                |
| 71                 | Erik Baška (SVK)             | AB                 |
| 72                 | Cesare Benedetti (ITA)       | 76e                |
| 73                 | Maciej Bodnar (POL)          | AB                 |
| 74                 | Patrick Konrad (AUT) (route) | AB                 |
| 75                 | Oscar Gatto (ITA)            | AB                 |
| 76                 | Christoph Pfingsten (GER)    | 75e                |
| 77                 | Lukas Pöstlberger (AUT)      | 20e                |

| Dimension Data TDD | Dimension Data TDD               | Dimension Data TDD |
| ------------------ | -------------------------------- | ------------------ |
| Num                | Coureur                          | Pos                |
| 81                 | Michael Valgren (DEN)            | 4e                 |
| 82                 | Danilo Wyss (SUI)                | 49e                |
| 83                 | Jacques Janse van Rensburg (RSA) | AB                 |
| 84                 | Giacomo Nizzolo (ITA)            | AB                 |
| 85                 | Julien Vermote (BEL)             | 82e                |
| 86                 | Roman Kreuziger (CZE)            | 41e                |
| 87                 | Ryan Gibbons (RSA)               | AB                 |

| UAE Team Emirates UAD | UAE Team Emirates UAD   | UAE Team Emirates UAD |
| --------------------- | ----------------------- | --------------------- |
| Num                   | Coureur                 | Pos                   |
| 91                    | Sven Erik Bystrøm (NOR) | 31e                   |
| 92                    | Manuele Mori (ITA)      | AB                    |
| 93                    | Tom Bohli (SUI)         | AB                    |
| 94                    | Simone Petilli (ITA)    | 44e                   |
| 95                    | Jasper Philipsen (BEL)  | 36e                   |
| 96                    | Jan Polanc (SLO)        | 39e                   |
| 97                    | Rory Sutherland (AUS)   | 83e                   |

| Movistar Team MOV | Movistar Team MOV      | Movistar Team MOV |
| ----------------- | ---------------------- | ----------------- |
| Num               | Coureur                | Pos               |
| 101               | Carlos Barbero (ESP)   | 60e               |
| 102               | Carlos Betancur (COL)  | 23e               |
| 103               | Héctor Carretero (ESP) | AB                |
| 104               | Richard Carapaz (ECU)  | 65e               |
| 105               | Jasha Sütterlin (GER)  | 70e               |
| 106               | Eduard Prades (ESP)    | 10e               |
| 107               | Jürgen Roelandts (BEL) | AB                |

| Deceuninck-Quick Step DQT | Deceuninck-Quick Step DQT | Deceuninck-Quick Step DQT |
| ------------------------- | ------------------------- | ------------------------- |
| Num                       | Coureur                   | Pos                       |
| 111                       | Petr Vakoč (CZE)          | 86e                       |
| 112                       | Dries Devenyns (BEL)      | AB                        |
| 113                       | Mikkel Honoré (DEN)       | 48e                       |
| 114                       | Bob Jungels (LUX) (route) | 63e                       |
| 115                       | Davide Martinelli (ITA)   | AB                        |
| 116                       | Florian Sénéchal (FRA)    | 9e                        |
| 117                       | Elia Viviani (ITA)        | 69e                       |

| Mitchelton-Scott MTS | Mitchelton-Scott MTS         | Mitchelton-Scott MTS |
| -------------------- | ---------------------------- | -------------------- |
| Num                  | Coureur                      | Pos                  |
| 121                  | Alexander Edmondson (AUS)    | 87e                  |
| 122                  | Jack Bauer (NZL)             | 18e                  |
| 123                  | Jack Haig (AUS)              | 3e                   |
| 124                  | Michael Albasini (SUI)       | 37e                  |
| 125                  | Lucas Hamilton (AUS)         | AB                   |
| 126                  | Matteo Trentin (ITA) (route) | 22e                  |
| 127                  | Robert Stannard (AUS)        | 27e                  |

| Total Direct Énergie TDE | Total Direct Énergie TDE | Total Direct Énergie TDE |
| ------------------------ | ------------------------ | ------------------------ |
| Num                      | Coureur                  | Pos                      |
| 131                      | Thomas Boudat (FRA)      | AB                       |
| 132                      | Mathieu Burgaudeau (FRA) | 42e                      |
| 133                      | Lilian Calmejane (FRA)   | 19e                      |
| 134                      | Perrig Quéméneur (FRA)   | AB                       |
| 135                      | Romain Sicard (FRA)      | AB                       |
| 136                      | Paul Ourselin (FRA)      | 85e                      |
| 137                      | Niki Terpstra (NED)      | 62e                      |

| Katusha-Alpecin TKA | Katusha-Alpecin TKA      | Katusha-Alpecin TKA |
| ------------------- | ------------------------ | ------------------- |
| Num                 | Coureur                  | Pos                 |
| 142                 | Jens Debusschere (BEL)   | AB                  |
| 143                 | Nathan Haas (AUS)        | 29e                 |
| 144                 | Marco Haller (AUT)       | AB                  |
| 145                 | Mads Würtz Schmidt (DEN) | AB                  |
| 146                 | Rick Zabel (GER)         | AB                  |
| 147                 | Ilnur Zakarin (RUS)      | 46e                 |

| Vital Concept-B&B Hotels VCB | Vital Concept-B&B Hotels VCB | Vital Concept-B&B Hotels VCB |
| ---------------------------- | ---------------------------- | ---------------------------- |
| Num                          | Coureur                      | Pos                          |
| 151                          | Bryan Coquard (FRA)          | AB                           |
| 152                          | Arnaud Courteille (FRA)      | AB                           |
| 153                          | Cyril Gautier (FRA)          | 21e                          |
| 154                          | Johan Le Bon (FRA)           | AB                           |
| 155                          | Bert De Backer (BEL)         | AB                           |
| 156                          | Quentin Pacher (FRA)         | 32e                          |
| 157                          | Kévin Réza (FRA)             | AB                           |

| Team Ineos INS | Team Ineos INS             | Team Ineos INS |
| -------------- | -------------------------- | -------------- |
| Num            | Coureur                    | Pos            |
| 161            | Leonardo Basso (ITA)       | 54e            |
| 162            | Filippo Ganna (ITA)        | 68e            |
| 163            | Christian Knees (GER)      | 45e            |
| 164            | Christopher Lawless (GBR)  | AB             |
| 165            | Michał Gołaś (POL)         | 53e            |
| 166            | Diego Rosa (ITA)           | AB             |
| 167            | Kristoffer Halvorsen (NOR) | AB             |

| Groupama-FDJ GFC | Groupama-FDJ GFC        | Groupama-FDJ GFC |
| ---------------- | ----------------------- | ---------------- |
| Num              | Coureur                 | Pos              |
| 171              | William Bonnet (FRA)    | AB               |
| 172              | Olivier Le Gac (FRA)    | AB               |
| 173              | Valentin Madouas (FRA)  | 24e              |
| 174              | Rudy Molard (FRA)       | 13e              |
| 175              | Anthony Roux (FRA)      | 38e              |
| 176              | Benoît Vaugrenard (FRA) | AB               |
| 177              | Arnaud Démare (FRA)     | 34e              |

| Arkéa-Samsic PCB | Arkéa-Samsic PCB             | Arkéa-Samsic PCB |
| ---------------- | ---------------------------- | ---------------- |
| Num              | Coureur                      | Pos              |
| 181              | Warren Barguil (FRA) (route) | 12e              |
| 182              | Anthony Delaplace (FRA)      | 56e              |
| 183              | Romain Le Roux (FRA)         | 79e              |
| 184              | Alan Riou (FRA)              | AB               |
| 185              | Laurent Pichon (FRA)         | AB               |
| 186              | Clément Russo (FRA)          | AB               |
| 187              | Florian Vachon (FRA)         | AB               |

| Cofidis, Solutions Crédits COF | Cofidis, Solutions Crédits COF | Cofidis, Solutions Crédits COF |
| ------------------------------ | ------------------------------ | ------------------------------ |
| Num                            | Coureur                        | Pos                            |
| 191                            | Loïc Chetout (FRA)             | AB                             |
| 192                            | Christophe Laporte (FRA)       | AB                             |
| 193                            | Cyril Lemoine (FRA)            | 26e                            |
| 194                            | Anthony Perez (FRA)            | 67e                            |
| 195                            | Pierre-Luc Périchon (FRA)      | 28e                            |
| 196                            | Marco Mathis (GER)             | AB                             |
| 197                            | Julien Simon (FRA)             | 52e                            |

| Team Sunweb SUN | Team Sunweb SUN              | Team Sunweb SUN |
| --------------- | ---------------------------- | --------------- |
| Num             | Coureur                      | Pos             |
| 201             | Asbjørn Kragh Andersen (DEN) | AB              |
| 202             | Søren Kragh Andersen (DEN)   | AB              |
| 203             | Jan Bakelants (BEL)          | 40e             |
| 204             | Roy Curvers (NED)            | AB              |
| 205             | Michael Matthews (AUS)       | 14e             |
| 206             | Joris Nieuwenhuis (NED)      | 88e             |
| 207             | Louis Vervaeke (BEL)         | 73e             |

| Trek-Segafredo TFS | Trek-Segafredo TFS     | Trek-Segafredo TFS |
| ------------------ | ---------------------- | ------------------ |
| Num                | Coureur                | Pos                |
| 211                | Fumiyuki Beppu (JPN)   | AB                 |
| 212                | Nicola Conci (ITA)     | 64e                |
| 213                | Koen de Kort (NED)     | 89e                |
| 214                | Fabio Felline (ITA)    | AB                 |
| 215                | Alex Frame (NZL)       | AB                 |
| 216                | Matteo Moschetti (ITA) | AB                 |
| 217                | William Clarke (AUS)   | AB                 |

| Wanty-Gobert WGG | Wanty-Gobert WGG       | Wanty-Gobert WGG |
| ---------------- | ---------------------- | ---------------- |
| Num              | Coureur                | Pos              |
| 221              | Ludwig De Winter (BEL) | AB               |
| 222              | Thomas Degand (BEL)    | AB               |
| 223              | Fabien Doubey (FRA)    | 71e              |
| 224              | Guillaume Martin (FRA) | 51e              |
| 225              | Marco Minnaard (NED)   | AB               |
| 226              | Loïc Vliegen (BEL)     | 16e              |
| 227              | Andrea Pasqualon (ITA) | AB               |

| Delko Marseille Provence DMP | Delko Marseille Provence DMP       | Delko Marseille Provence DMP |
| ---------------------------- | ---------------------------------- | ---------------------------- |
| Num                          | Coureur                            | Pos                          |
| 231                          | Romain Combaud (FRA)               | 84e                          |
| 232                          | Brenton Jones (AUS)                | AB                           |
| 233                          | Przemysław Kasperkiewicz (POL)     | AB                           |
| 234                          | Alexis Guérin (FRA)                | 50e                          |
| 235                          | Ramūnas Navardauskas (LTU) (route) | AB                           |
| 236                          | Julien Trarieux (FRA)              | 77e                          |
| 237                          | Evaldas Šiškevičius (LTU)          | AB                           |

| Israel Cycling Academy ICA | Israel Cycling Academy ICA | Israel Cycling Academy ICA |
| -------------------------- | -------------------------- | -------------------------- |
| Num                        | Coureur                    | Pos                        |
| 241                        | Kristian Sbaragli (ITA)    | 35e                        |
| 242                        | Guillaume Boivin (CAN)     | 59e                        |
| 243                        | Clément Carisey (FRA)      | AB                         |
| 244                        | Alexander Cataford (CAN)   | 74e                        |
| 245                        | Davide Cimolai (ITA)       | 33e                        |
| 246                        | Nathan Earle (AUS)         | 90e                        |
| 247                        | Guy Niv (ISR)              | AB                         |

| AG2R La Mondiale ALM | AG2R La Mondiale ALM         | AG2R La Mondiale ALM |
| -------------------- | ---------------------------- | -------------------- |
| Num                  | Coureur                      | Pos                  |
| 1                    | Oliver Naesen (BEL)          | 17e                  |
| 2                    | Julien Duval (FRA)           | AB                   |
| 3                    | Benoît Cosnefroy (FRA)       | 7e                   |
| 4                    | Tony Gallopin (FRA)          | 25e                  |
| 5                    | Alexis Gougeard (FRA)        | AB                   |
| 6                    | Aurélien Paret-Peintre (FRA) | 80e                  |
| 7                    | Stijn Vandenbergh (BEL)      | AB                   |

| Astana AST | Astana AST                  | Astana AST |
| ---------- | --------------------------- | ---------- |
| Num        | Coureur                     | Pos        |
| 11         | Pello Bilbao (ESP)          | 61e        |
| 12         | Davide Ballerini (ITA)      | AB         |
| 13         | Laurens De Vreese (BEL)     | 81e        |
| 14         | Jan Hirt (CZE)              | AB         |
| 15         | Merhawi Kudus (ERI)         | AB         |
| 16         | Jonas Gregaard Wilsly (DEN) | AB         |

| Lotto-Soudal LTS | Lotto-Soudal LTS      | Lotto-Soudal LTS |
| ---------------- | --------------------- | ---------------- |
| Num              | Coureur               | Pos              |
| 21               | Tiesj Benoot (BEL)    | 2e               |
| 22               | Jasper De Buyst (BEL) | AB               |
| 23               | Stan Dewulf (BEL)     | 66e              |
| 24               | Maxime Monfort (BEL)  | AB               |
| 25               | Brent Van Moer (BEL)  | 43e              |
| 26               | Rémy Mertz (BEL)      | AB               |
| 27               | Tim Wellens (BEL)     | 8e               |

| EF Education First EF1 | EF Education First EF1    | EF Education First EF1 |
| ---------------------- | ------------------------- | ---------------------- |
| Num                    | Coureur                   | Pos                    |
| 31                     | Matti Breschel (DEN)      | AB                     |
| 32                     | Simon Clarke (AUS)        | AB                     |
| 33                     | Tanel Kangert (EST)       | 58e                    |
| 34                     | Luis Villalobos (MEX)     | 78e                    |
| 35                     | Sacha Modolo (ITA)        | AB                     |
| 36                     | Julius van den Berg (NED) | AB                     |
| 37                     | Sep Vanmarcke (BEL)       | 1er                    |

| Team Jumbo-Visma TJV | Team Jumbo-Visma TJV                | Team Jumbo-Visma TJV |
| -------------------- | ----------------------------------- | -------------------- |
| Num                  | Coureur                             | Pos                  |
| 41                   | Pascal Eenkhoorn (NED)              | 15e                  |
| 42                   | Jos van Emden (NED)                 | AB                   |
| 43                   | Amund Grøndahl Jansen (NOR) (route) | 5e                   |
| 44                   | Tom Leezer (NED)                    | AB                   |
| 45                   | Danny van Poppel (NED)              | AB                   |
| 46                   | Floris De Tier (BEL)                | 30e                  |
| 47                   | Antwan Tolhoek (NED)                | AB                   |

| CCC Team CCC | CCC Team CCC                   | CCC Team CCC |
| ------------ | ------------------------------ | ------------ |
| Num          | Coureur                        | Pos          |
| 51           | Josef Černý (CZE)              | AB           |
| 52           | Łukasz Owsian (POL)            | 55e          |
| 53           | Michael Schär (SUI)            | 47e          |
| 54           | Laurens ten Dam (NED)          | AB           |
| 55           | Greg Van Avermaet (BEL)        | 6e           |
| 56           | Guillaume Van Keirsbulck (BEL) | AB           |
| 57           | Łukasz Wiśniowski (POL)        | 57e          |

| Bahrain-Merida TBM | Bahrain-Merida TBM        | Bahrain-Merida TBM |
| ------------------ | ------------------------- | ------------------ |
| Num                | Coureur                   | Pos                |
| 61                 | Valerio Agnoli (ITA)      | AB                 |
| 62                 | Grega Bole (SLO)          | AB                 |
| 63                 | Feng Chun-kai (TPE)       | AB                 |
| 64                 | Iván García Cortina (ESP) | 72e                |
| 65                 | Matej Mohorič (SLO)       | 11e                |
| 66                 | Jan Tratnik (SLO)         | AB                 |

| Bora-Hansgrohe BOH | Bora-Hansgrohe BOH           | Bora-Hansgrohe BOH |
| ------------------ | ---------------------------- | ------------------ |
| Num                | Coureur                      | Pos                |
| 71                 | Erik Baška (SVK)             | AB                 |
| 72                 | Cesare Benedetti (ITA)       | 76e                |
| 73                 | Maciej Bodnar (POL)          | AB                 |
| 74                 | Patrick Konrad (AUT) (route) | AB                 |
| 75                 | Oscar Gatto (ITA)            | AB                 |
| 76                 | Christoph Pfingsten (GER)    | 75e                |
| 77                 | Lukas Pöstlberger (AUT)      | 20e                |

| Dimension Data TDD | Dimension Data TDD               | Dimension Data TDD |
| ------------------ | -------------------------------- | ------------------ |
| Num                | Coureur                          | Pos                |
| 81                 | Michael Valgren (DEN)            | 4e                 |
| 82                 | Danilo Wyss (SUI)                | 49e                |
| 83                 | Jacques Janse van Rensburg (RSA) | AB                 |
| 84                 | Giacomo Nizzolo (ITA)            | AB                 |
| 85                 | Julien Vermote (BEL)             | 82e                |
| 86                 | Roman Kreuziger (CZE)            | 41e                |
| 87                 | Ryan Gibbons (RSA)               | AB                 |

| UAE Team Emirates UAD | UAE Team Emirates UAD   | UAE Team Emirates UAD |
| --------------------- | ----------------------- | --------------------- |
| Num                   | Coureur                 | Pos                   |
| 91                    | Sven Erik Bystrøm (NOR) | 31e                   |
| 92                    | Manuele Mori (ITA)      | AB                    |
| 93                    | Tom Bohli (SUI)         | AB                    |
| 94                    | Simone Petilli (ITA)    | 44e                   |
| 95                    | Jasper Philipsen (BEL)  | 36e                   |
| 96                    | Jan Polanc (SLO)        | 39e                   |
| 97                    | Rory Sutherland (AUS)   | 83e                   |

| Movistar Team MOV | Movistar Team MOV      | Movistar Team MOV |
| ----------------- | ---------------------- | ----------------- |
| Num               | Coureur                | Pos               |
| 101               | Carlos Barbero (ESP)   | 60e               |
| 102               | Carlos Betancur (COL)  | 23e               |
| 103               | Héctor Carretero (ESP) | AB                |
| 104               | Richard Carapaz (ECU)  | 65e               |
| 105               | Jasha Sütterlin (GER)  | 70e               |
| 106               | Eduard Prades (ESP)    | 10e               |
| 107               | Jürgen Roelandts (BEL) | AB                |

| Deceuninck-Quick Step DQT | Deceuninck-Quick Step DQT | Deceuninck-Quick Step DQT |
| ------------------------- | ------------------------- | ------------------------- |
| Num                       | Coureur                   | Pos                       |
| 111                       | Petr Vakoč (CZE)          | 86e                       |
| 112                       | Dries Devenyns (BEL)      | AB                        |
| 113                       | Mikkel Honoré (DEN)       | 48e                       |
| 114                       | Bob Jungels (LUX) (route) | 63e                       |
| 115                       | Davide Martinelli (ITA)   | AB                        |
| 116                       | Florian Sénéchal (FRA)    | 9e                        |
| 117                       | Elia Viviani (ITA)        | 69e                       |

| Mitchelton-Scott MTS | Mitchelton-Scott MTS         | Mitchelton-Scott MTS |
| -------------------- | ---------------------------- | -------------------- |
| Num                  | Coureur                      | Pos                  |
| 121                  | Alexander Edmondson (AUS)    | 87e                  |
| 122                  | Jack Bauer (NZL)             | 18e                  |
| 123                  | Jack Haig (AUS)              | 3e                   |
| 124                  | Michael Albasini (SUI)       | 37e                  |
| 125                  | Lucas Hamilton (AUS)         | AB                   |
| 126                  | Matteo Trentin (ITA) (route) | 22e                  |
| 127                  | Robert Stannard (AUS)        | 27e                  |

| Total Direct Énergie TDE | Total Direct Énergie TDE | Total Direct Énergie TDE |
| ------------------------ | ------------------------ | ------------------------ |
| Num                      | Coureur                  | Pos                      |
| 131                      | Thomas Boudat (FRA)      | AB                       |
| 132                      | Mathieu Burgaudeau (FRA) | 42e                      |
| 133                      | Lilian Calmejane (FRA)   | 19e                      |
| 134                      | Perrig Quéméneur (FRA)   | AB                       |
| 135                      | Romain Sicard (FRA)      | AB                       |
| 136                      | Paul Ourselin (FRA)      | 85e                      |
| 137                      | Niki Terpstra (NED)      | 62e                      |

| Katusha-Alpecin TKA | Katusha-Alpecin TKA      | Katusha-Alpecin TKA |
| ------------------- | ------------------------ | ------------------- |
| Num                 | Coureur                  | Pos                 |
| 142                 | Jens Debusschere (BEL)   | AB                  |
| 143                 | Nathan Haas (AUS)        | 29e                 |
| 144                 | Marco Haller (AUT)       | AB                  |
| 145                 | Mads Würtz Schmidt (DEN) | AB                  |
| 146                 | Rick Zabel (GER)         | AB                  |
| 147                 | Ilnur Zakarin (RUS)      | 46e                 |

| Vital Concept-B&B Hotels VCB | Vital Concept-B&B Hotels VCB | Vital Concept-B&B Hotels VCB |
| ---------------------------- | ---------------------------- | ---------------------------- |
| Num                          | Coureur                      | Pos                          |
| 151                          | Bryan Coquard (FRA)          | AB                           |
| 152                          | Arnaud Courteille (FRA)      | AB                           |
| 153                          | Cyril Gautier (FRA)          | 21e                          |
| 154                          | Johan Le Bon (FRA)           | AB                           |
| 155                          | Bert De Backer (BEL)         | AB                           |
| 156                          | Quentin Pacher (FRA)         | 32e                          |
| 157                          | Kévin Réza (FRA)             | AB                           |

| Team Ineos INS | Team Ineos INS             | Team Ineos INS |
| -------------- | -------------------------- | -------------- |
| Num            | Coureur                    | Pos            |
| 161            | Leonardo Basso (ITA)       | 54e            |
| 162            | Filippo Ganna (ITA)        | 68e            |
| 163            | Christian Knees (GER)      | 45e            |
| 164            | Christopher Lawless (GBR)  | AB             |
| 165            | Michał Gołaś (POL)         | 53e            |
| 166            | Diego Rosa (ITA)           | AB             |
| 167            | Kristoffer Halvorsen (NOR) | AB             |

| Groupama-FDJ GFC | Groupama-FDJ GFC        | Groupama-FDJ GFC |
| ---------------- | ----------------------- | ---------------- |
| Num              | Coureur                 | Pos              |
| 171              | William Bonnet (FRA)    | AB               |
| 172              | Olivier Le Gac (FRA)    | AB               |
| 173              | Valentin Madouas (FRA)  | 24e              |
| 174              | Rudy Molard (FRA)       | 13e              |
| 175              | Anthony Roux (FRA)      | 38e              |
| 176              | Benoît Vaugrenard (FRA) | AB               |
| 177              | Arnaud Démare (FRA)     | 34e              |

| Arkéa-Samsic PCB | Arkéa-Samsic PCB             | Arkéa-Samsic PCB |
| ---------------- | ---------------------------- | ---------------- |
| Num              | Coureur                      | Pos              |
| 181              | Warren Barguil (FRA) (route) | 12e              |
| 182              | Anthony Delaplace (FRA)      | 56e              |
| 183              | Romain Le Roux (FRA)         | 79e              |
| 184              | Alan Riou (FRA)              | AB               |
| 185              | Laurent Pichon (FRA)         | AB               |
| 186              | Clément Russo (FRA)          | AB               |
| 187              | Florian Vachon (FRA)         | AB               |

| Cofidis, Solutions Crédits COF | Cofidis, Solutions Crédits COF | Cofidis, Solutions Crédits COF |
| ------------------------------ | ------------------------------ | ------------------------------ |
| Num                            | Coureur                        | Pos                            |
| 191                            | Loïc Chetout (FRA)             | AB                             |
| 192                            | Christophe Laporte (FRA)       | AB                             |
| 193                            | Cyril Lemoine (FRA)            | 26e                            |
| 194                            | Anthony Perez (FRA)            | 67e                            |
| 195                            | Pierre-Luc Périchon (FRA)      | 28e                            |
| 196                            | Marco Mathis (GER)             | AB                             |
| 197                            | Julien Simon (FRA)             | 52e                            |

| Team Sunweb SUN | Team Sunweb SUN              | Team Sunweb SUN |
| --------------- | ---------------------------- | --------------- |
| Num             | Coureur                      | Pos             |
| 201             | Asbjørn Kragh Andersen (DEN) | AB              |
| 202             | Søren Kragh Andersen (DEN)   | AB              |
| 203             | Jan Bakelants (BEL)          | 40e             |
| 204             | Roy Curvers (NED)            | AB              |
| 205             | Michael Matthews (AUS)       | 14e             |
| 206             | Joris Nieuwenhuis (NED)      | 88e             |
| 207             | Louis Vervaeke (BEL)         | 73e             |

| Trek-Segafredo TFS | Trek-Segafredo TFS     | Trek-Segafredo TFS |
| ------------------ | ---------------------- | ------------------ |
| Num                | Coureur                | Pos                |
| 211                | Fumiyuki Beppu (JPN)   | AB                 |
| 212                | Nicola Conci (ITA)     | 64e                |
| 213                | Koen de Kort (NED)     | 89e                |
| 214                | Fabio Felline (ITA)    | AB                 |
| 215                | Alex Frame (NZL)       | AB                 |
| 216                | Matteo Moschetti (ITA) | AB                 |
| 217                | William Clarke (AUS)   | AB                 |

| Wanty-Gobert WGG | Wanty-Gobert WGG       | Wanty-Gobert WGG |
| ---------------- | ---------------------- | ---------------- |
| Num              | Coureur                | Pos              |
| 221              | Ludwig De Winter (BEL) | AB               |
| 222              | Thomas Degand (BEL)    | AB               |
| 223              | Fabien Doubey (FRA)    | 71e              |
| 224              | Guillaume Martin (FRA) | 51e              |
| 225              | Marco Minnaard (NED)   | AB               |
| 226              | Loïc Vliegen (BEL)     | 16e              |
| 227              | Andrea Pasqualon (ITA) | AB               |

| Delko Marseille Provence DMP | Delko Marseille Provence DMP       | Delko Marseille Provence DMP |
| ---------------------------- | ---------------------------------- | ---------------------------- |
| Num                          | Coureur                            | Pos                          |
| 231                          | Romain Combaud (FRA)               | 84e                          |
| 232                          | Brenton Jones (AUS)                | AB                           |
| 233                          | Przemysław Kasperkiewicz (POL)     | AB                           |
| 234                          | Alexis Guérin (FRA)                | 50e                          |
| 235                          | Ramūnas Navardauskas (LTU) (route) | AB                           |
| 236                          | Julien Trarieux (FRA)              | 77e                          |
| 237                          | Evaldas Šiškevičius (LTU)          | AB                           |

| Israel Cycling Academy ICA | Israel Cycling Academy ICA | Israel Cycling Academy ICA |
| -------------------------- | -------------------------- | -------------------------- |
| Num                        | Coureur                    | Pos                        |
| 241                        | Kristian Sbaragli (ITA)    | 35e                        |
| 242                        | Guillaume Boivin (CAN)     | 59e                        |
| 243                        | Clément Carisey (FRA)      | AB                         |
| 244                        | Alexander Cataford (CAN)   | 74e                        |
| 245                        | Davide Cimolai (ITA)       | 33e                        |
| 246                        | Nathan Earle (AUS)         | 90e                        |
| 247                        | Guy Niv (ISR)              | AB                         |